# L'art de la guerra (pel·lícula)
L'art de la guerra (títol original: The Art of War) és una pel·lícula d'acció estatunidenco-canadenca dirigida per Christian Duguay, estrenada el 2000. Ha estat doblada al català.

## Argument
Neil Shaw és un agent especial, desconegut pels serveis d'informació americans, que només obeeix al secretari general de les Nacions unides a través de la seva col·laboradora Eleanor Hooks. Tornant d'una perillosa missió a Hong Kong, a Shaw li confien un treball aparentment simplíssim: posar escoltes a l'ambaixador de la Xina a Nova York en una cimera comercial. Però aquest és assassinat i Shaw detingut. Alliberat per les triades xineses, que intenten a continuació d'eliminar-lo, s'evadeix. Investigat per l'FBI, s'ha d'espavilar sol.

## Repartiment
- Wesley Snipes: Neil Shaw
- Donald Sutherland: Douglas Thomas
- Anne Archer: Eleanor Hooks
- Michael Biehn: Robert Bly
- Cary-Hiroyuki Tagawa: David Chan
- Marie Matiko: Julia Fang
- Liliana Komorowska: Jenna Novak
- Maury Chaykin:  Franklin Capella
- James Hong: Ambaixador Wu
- Paul Hopkins: Ray, agent de l'FBI
- Glen Chin: Ochai
- Ron Yuan: Ming
- Bonnie Mak: Anna Li
- Unit Park: Tina Chan

## Rebuda
Crítica
"Violent exercici d'acció (...) Entretinguda"
Fernando Morales: Diario El País 
Premis
- Premi Canadian Society of Cinematographers de 2001 per a la millor fotografia (Best Cinematography in Theatrical Feature) a favor de Pierre Gill
- Premi Genie de 2001 Golden Reel  a favor de Nicolas Clermont